# Jerzy Jabłonowski

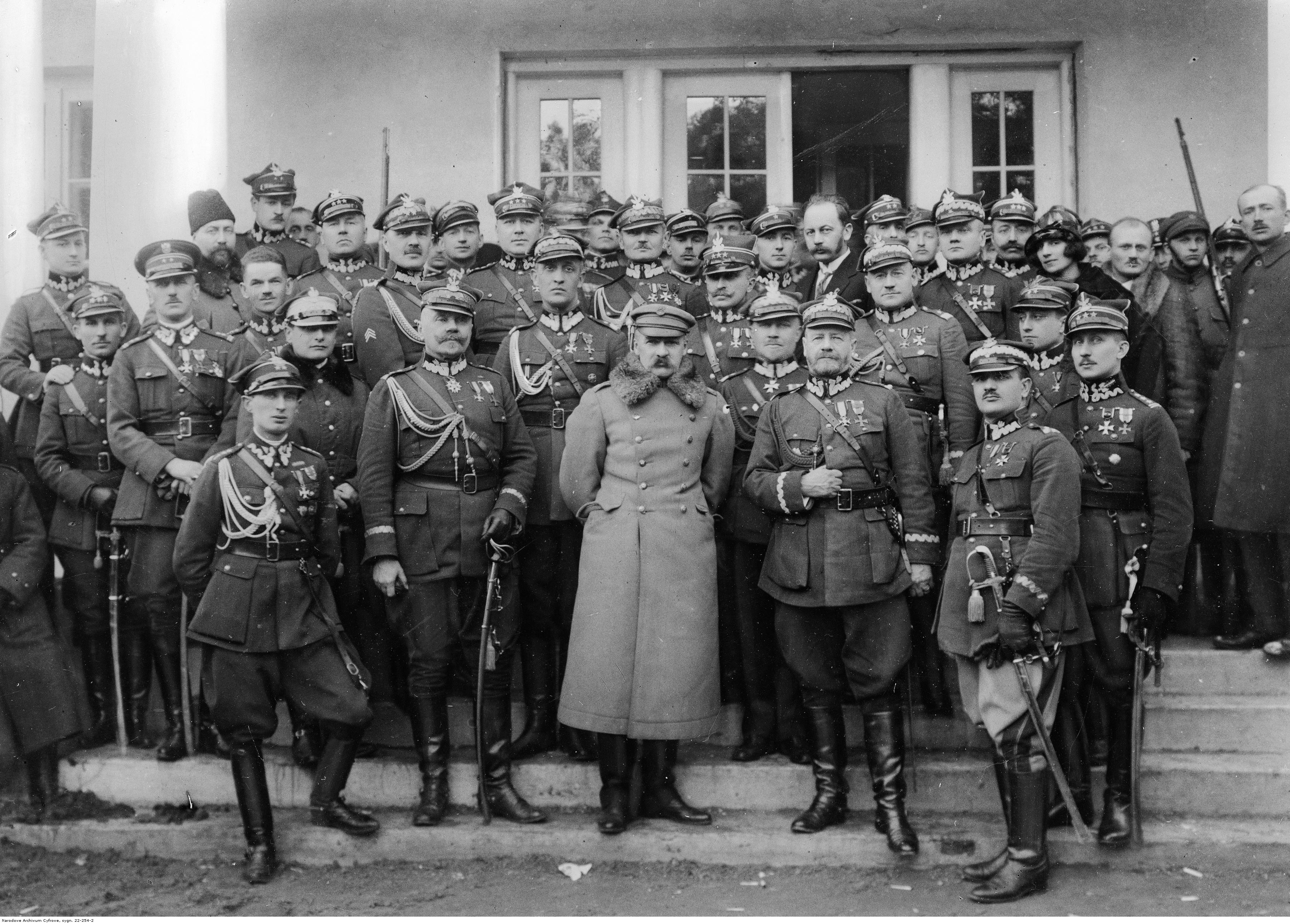
Por. Jerzy Jabłonowski - stoi na pierwszym planie 1. od lewej

Jerzy Jabłonowski (ur. 27 lipca 1897 w Warszawie, zm. 22 kwietnia 1942 w KL Auschwitz) – legionista, porucznik kawalerii Wojska Polskiego, adiutant marszałka Józefa Piłsudskiego, armator z Gdyni, kawaler Orderu Virtuti Militari.

## Życiorys
Urodził się 27 lipca 1897 w Warszawie, w rodzinie Władysława Feliksa i Marii Heleny. W pierwszym roku swego życia został sierotą.
29 listopada 1918 wstąpił do Wojska Polskiego. Służył w 4. szwadronie 7 pułku ułanów. Pod dowództwem Edwarda Wilczyńskiego walczył na wojnie z Ukraińcami, a następnie na wojnie z bolszewikami. Wyróżnił się w końcu lipca 1919 w walkach pod Wilejką, które były częścią polskiej ofensywy na Mińsk.
Od 16 marca 1921 do 22 maja 1922 był słuchaczem dziesięciomiesięcznego kursu dla oficerów młodszych mianowanych za waleczność, a nie posiadających odpowiedniego cenzusu naukowego (klasa XII, 4/XII) w Wielkopolskiej Szkole Podchorążych Piechoty w Bydgoszczy. W międzyczasie (3 maja 1922) został zweryfikowany w stopniu podporucznika ze starszeństwem od 1 czerwca 1919 i 104. lokatą w korpusie oficerów jazdy (od 1924 – kawalerii). Po ukończeniu kursu wrócił do macierzystego pułku, który stacjonował w Mińsku Mazowieckim. 12 lutego 1923 prezydent RP awansował go z dniem 1 stycznia 1923 na porucznika ze starszeństwem z 1 czerwca 1920 i 14. lokatą w korpusie oficerów jazdy.
Z dniem 30 listopada 1927 został przeniesiony w stan nieczynny (bez poborów) na 12 miesięcy z równoczesnym przeniesieniem z 7 puł. do kadry oficerów kawalerii. Z dniem 30 listopada 1928 przedłużono mu stan nieczynny o dalsze 12 miesięcy. Następnie został oddany do dyspozycji szefa Departamentu Kawalerii Ministerstwa Spraw Wojskowych, a z dniem 30 kwietnia 1930 przeniesiony w stan spoczynku. 
Mieszkał w Gdyni-Kamiennej Górze, w pensjonacie Victoria Regia.
We wrześniu 1939 wziął udział w obronie Wybrzeża służąc w 2 batalionie morskim. Dostał się do niewoli niemieckiej i został osadzony w Oflagu II A Prenzlau, gdzie otrzymał numer jeńca „868”. 21 marca 1940 przebywał w szpitalu rezerwowym w Tangerhütte.
Według Leona Wanata w tym samym roku został aresztowany w obozie jeńców, przewieziony do Warszawy i osadzony na Pawiaku. Natomiast ze wspomnień Ireny Rybotyckiej wynika, że Jerzy Jabłonowski w 1940 przebywał na wolności w Warszawie i był pomysłodawcą wykorzystania sygnetu drukarskiego Wydawnictwa Polskiego R. Wegnera jako znaku „Polska Walcząca”.
3 lutego 1942 przybył do obozu koncentracyjnego Auschwitz, gdzie zginął 22 kwietnia 1942.

## Ordery i odznaczenia
- Krzyż Srebrny Orderu Wojskowego Virtuti Militari nr 2645 – 1921[20][2][21][22][23]
- Krzyż Walecznych trzykrotnie – 15 marca 1921[24][25]
- Odznaka za Rany i Kontuzje
- Odznaka „Za wierną służbę”
- Odznaka pamiątkowa „Orlęta” nr 3374[26]
- łotewski Medal Pamiątkowy 1918-1928 – 6 sierpnia 1929[27]

2 marca 1936 Komitet Krzyża i Medalu Niepodległości odrzucił wniosek o nadanie mu tego odznaczenia „z powodu braku pracy niepodległościowej”.